# DFDS Seaways
De logistiek dienstverlener DFDS Seaways is een grote rederij in Noord-Europa. De bedrijfsnaam is een afkorting en staat voor Det Forenede Dampskibs-Selskab (letterlijk vertaald 'De Verenigde Stoomvaart Maatschappij'). Het is een bedrijfsonderdeel van DFDS. DFDS Logistics is het andere bedrijfsonderdeel. DFDS Seaways is gericht op vracht- en passagiersvervoer via de Noordzee, Oostzee en de Middellandse Zee.

## Activiteiten
DFDS bestaat uit twee bedrijfsonderdelen, een terminal-/schependeel genaamd DFDS Seaways en het andere deel is voor logistieke diensten genaamd DFDS Logistics. De laatste is de afgelopen jaren sterk gegroeid mede door overnames. Beide onderdelen zijn ongeveer even groot geworden, dat is gemeten naar omzet en aantal medewerkers, maar DFDS Seaways levert de grootste bijdrage aan de winst. De grootste aandeelhouder van DFDS is Lauritzen Fonden Holding met bijna 42% van de aandelen in handen.
In 2023 was de omzet van DFDS zo'n 27 miljard Deense kronen (ca. 3,7 miljard euro). Er waren 13.200 voltijdsbanen bij het bedrijf. Verder had DFDS 66 veerschepen in de vaart en DFDS Logistics beschikte over een netwerk van 66 vestigingen in Europa.
De veerschepen voeren op 30 routes, waarvan 18 alleen vracht en 12 routes voor passagiers en vracht. De belangrijkste regio's waar de schepen actief zijn, zijn de Noordzee, de Middellandse zee, de Oostzee en sinds begin 2024 ook in de Straat van Gibraltar, tussen Marokko en Spanje. Dit onderdeel behaalde in 2023 een omzet van DKK 16,5 miljard en telde 6550 voltijdsbanen. Er zijn 80 dagelijkse afvaarten en op jaarbasis maken de schepen 29.000 trips. De schepen doen hierbij 48 havens aan. In 2023 vervoerde de schepen 4,5 miljoen passagiers. 

## Geschiedenis

### Het begin
Det Forenede Dampskibs-Selskab werd opgericht op 11 december 1866 als een fusie tussen de destijds drie grootste Deense stoomschipbedrijven onder leiding van de Deense financier Carl Frederik Tietgen. Op 1 januari 1867 werd het werk gestart met 19 schepen vanuit het belangrijkste vertrekpunt Kopenhagen. In 1896 ging Tietgen met pensioen.

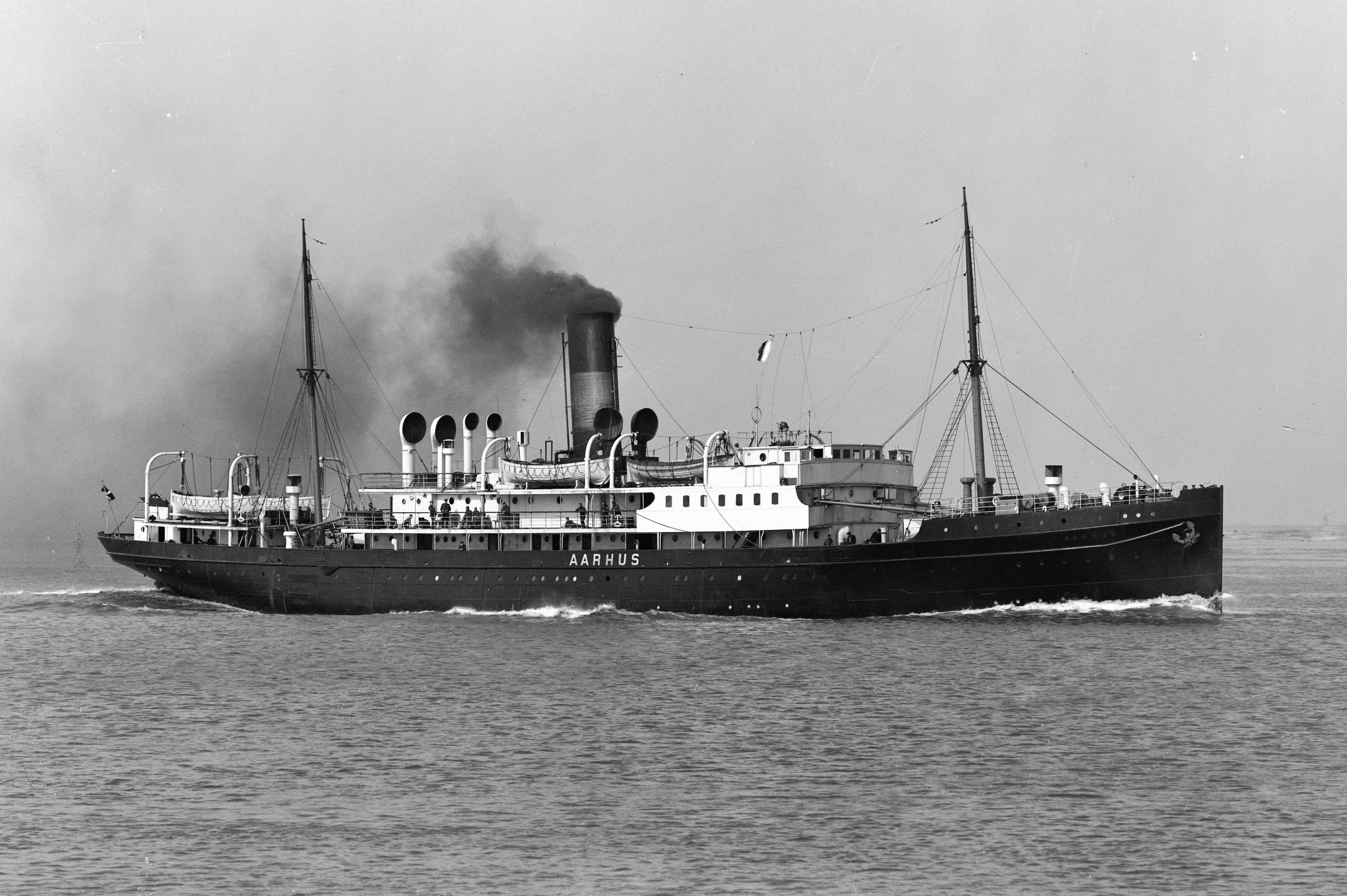
Aarhus (1912)

De routes op dat moment waren van Denemarken naar Noorwegen, de Oostzee, België, het Verenigd Koninkrijk, IJsland en de Faeröer, met schepen die zowel vracht en passagiers konden vervoeren. Naarmate het bedrijf groeide, werden nieuwe verbindingen geopend om Zweden, Frankrijk, de Middellandse Zee en Zwarte Zee, alsmede Noord-Amerika en Zuid-Amerika. Daarnaast had DFDS diverse binnenlandse diensten in Denemarken. Na voortdurende uitbreiding van de vloot in de jaren 1880, werd DFDS een van de tien 's werelds grootste scheepseigenaars. Na de overname van Dampskibsselskabet Thingvalla in 1898, werd de Scandinavische-American Line opgericht, deze laatste had een dienst op de Verenigde Staten tot 1935.

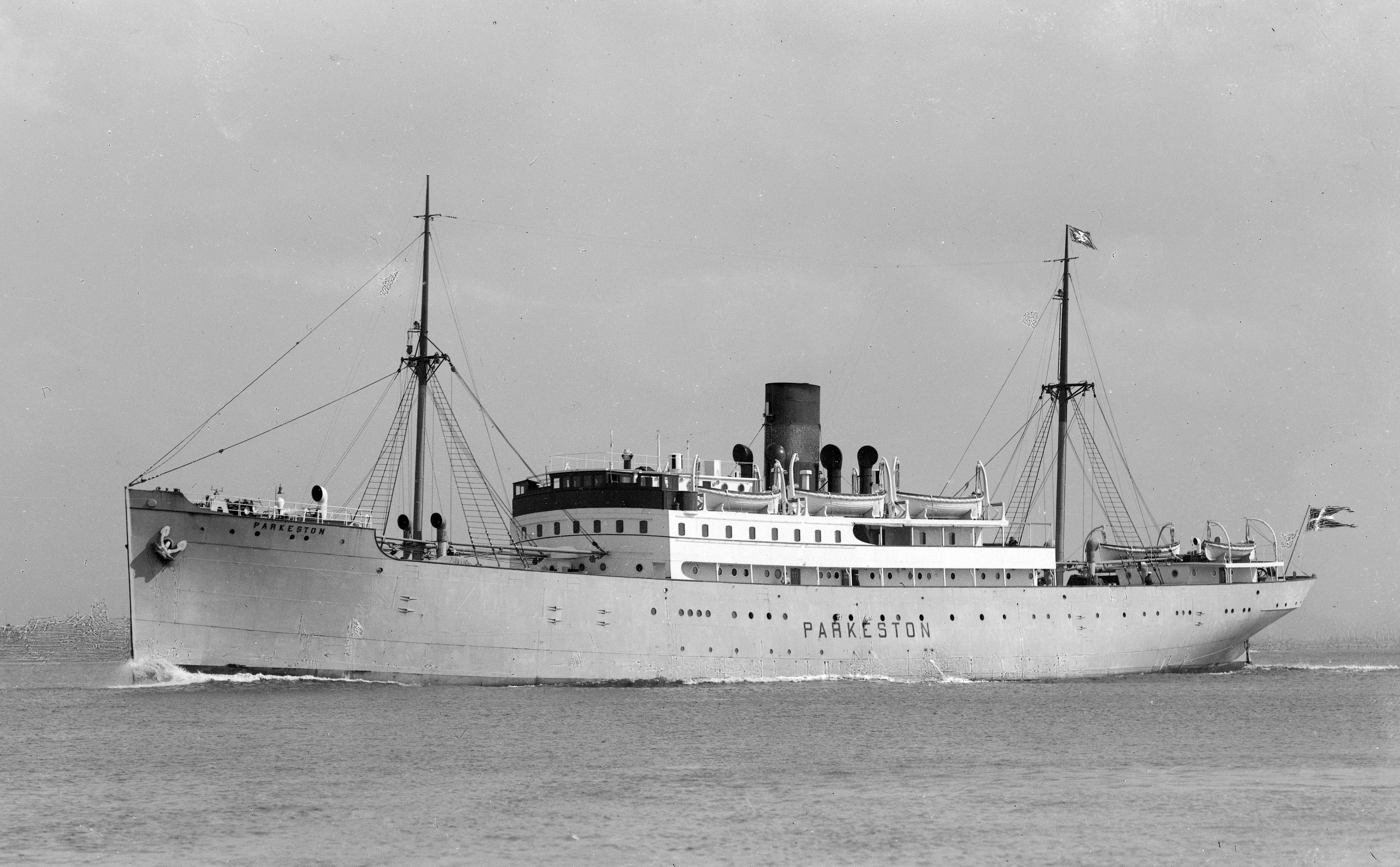
Parkeston (1925)

De Eerste Wereldoorlog eiste een zware tol, 26 DFDS schepen gingen verloren. Tijdens de naoorlogse depressie werden nog eens 30 schepen opgelegd. Het bedrijf werd nieuw leven ingeblazen met de oprichting van nieuwe routes en in het midden van de jaren 1920 bestond DFDS' vloot uit 124 schepen met een gezamenlijk tonnage van 233.364 brt.
DFDS creëerde een sensatie toen ze in 1925 begon met 's werelds eerste gemotoriseerde short-sea-passagiersschip van de Elsinore Shipbuilding & Engineering Co.. De M.S. Parkeston (2762 brt), maakte haar eerste reis van Esbjerg naar Harwich op 8 oktober 1925 met een gemiddelde snelheid van 16,5 knopen. Het schip verbruikte 18 ton olie per dag; soortgelijke voorgangers op die route verbrandden tot 55 ton steenkool. Er volgde nog drie zusterschepen, allen gebouwd tussen 1925 en 1932.

### 1940 tot 1970
In de Tweede Wereldoorlog gingen negen schepen verloren na de Duitse invasie van Denemarken in april 1940. Een groot aantal van DFDS-schepen viel in Britse handen na de Duitse inval en ze werden gebruikt als troepentransportschepen. Duitse troepen hadden het commando van totaal 21 DFDS-schepen tijdens de oorlog. Een DFDS-schip, de Kronprins Frederik, was in aanbouw toen de oorlog begon. Om gebruik door de Duitsers te voorkomen, gingen vitale motoronderdelen "verloren", maar zodanig dat ze na de oorlog teruggevonden konden worden. In totaal zijn er 31 schepen verloren gegaan tijdens de oorlog, waarbij meer dan 300 dodelijke slachtoffers vielen.
Na de oorlog zijn nog eens drie schepen ten onder gegaan door zeemijnen. In 1948 verdronken 48 mensen toen Kjøbenhavn op een mijn voer. Vijf mensen verloren hun leven in een mijnexplosie van de Ivar in 1949 en in 1950 voer Frigga zonder verlies van een leven op een mijn, waarna het zonk. Om enkele van de verloren schepen te vervangen, werd een aantal bijna complete schepen die waren opgelegd in afwachting van het einde van de oorlog klaargemaakt.
Geleidelijk aan werden de routes die werden stopgezet bij het begin van de oorlog weer heropend. In 1950 was DFDS een van de eersten die een logistieke deur-tot-deuroplossing introduceerde. Twee schepen zijn speciaal ontworpen voor het vervoer van kleine houten containers. DFDS begon met een nieuwe verbinding tussen het Deense vasteland en Groenland, maar deze dienst werd gestaakt in 1959. In 1957 begon de Nordana Line, een vrachtdienst tussen de Golf van Mexico en de Middellandse Zee.
In 1964 kwam de eerste ro-ro-passagiersveerboot in de vaart. De M.S. Engeland begon een dienst tussen Esbjerg en Harwich. In 1965 begon DFDS Transport haar activiteiten. De M.S. Akershus, het eerste echte passagiers- en autoschip, inclusief vrachtwagens en trailers, kwam in dienst op de route Frederikshavn-Oslo.

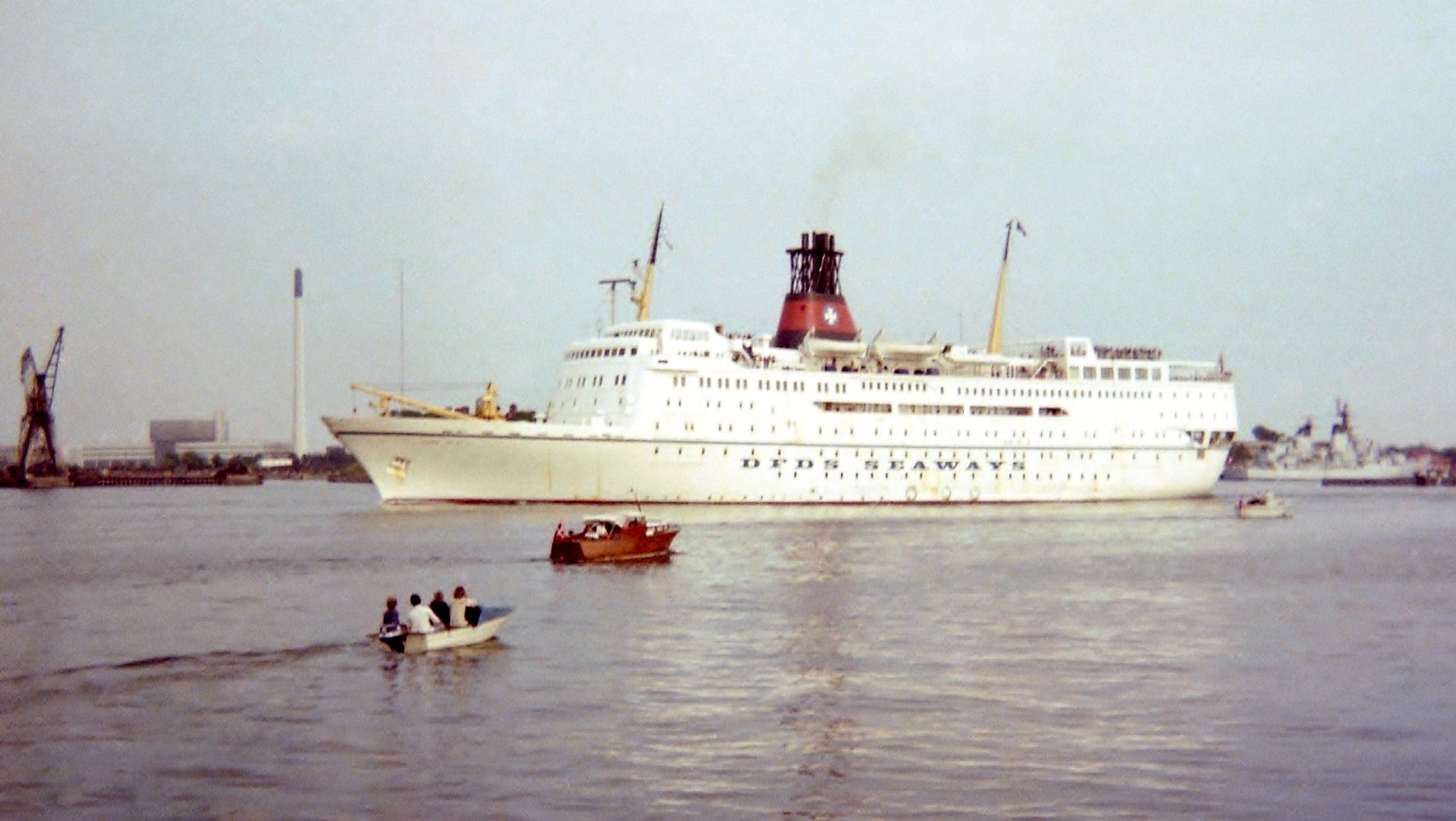
Kong Olav (1977)

In 1966, honderd jaar na de start, bestond de DFDS-vloot uit 13 passagiers en 53 vrachtschepen, 4 sleepboten en 39 schepen. Er stonden orders uit voor 25 schepen. De passagiersschepen waren geserveerd voor routes tussen Denemarken en Noorwegen, het Verenigd Koninkrijk, de Faeröer, IJsland en Finland (hoewel de Finse dienst werd beëindigd in 1966) naast de binnenlandse diensten. De vrachtdiensten bleven gekoppeld van Denemarken naar Amerika en diverse Europese en mediterrane havens. S.S. Botnia, het laatste stoomschip, werd verkocht na meer dan 50 jaar dienst.
Tussen 1967 en 1970 werden vier identieke auto-passagiersschepen, oorspronkelijk genaamd M.S. Kong Olav V, M.S. Prinsesse Margarethe, M.S. Aalborghus en M.S. Trekroner, in dienst genomen op de Kopenhagen-Oslo- en Kopenhagen-Aalborg-routes. De Kopenhagen-Aalborg-dienst werd gesloten in 1970.

### 1970 tot 2000
Vervolgens werden de Aalborghus en Trekroner verbouwd en omgedoopt tot Dana Sirena en Dana Corona voor veerdiensten op de Middellandse Zee. Later werden de namen van de schepen omgedraaid. Voor de dienst tussen Denemarken en het Verenigd Koninkrijk werden nieuwe schepen geleverd in 1974 en 1978: de M.S. Dana Regina en M.S. Dana Anglia. Het binnenlands personenvervoer werd stopgezet in 1970 en het binnenlandse vrachtvervoer in 1971.
De vraag naar transport van auto's was sterk in opkomst aan het begin van de jaren 1970. De tonnage werd opgedreven om hieraan tegemoet te komen en alle DFDS-passagiersroutes werden bediend door passagiersschepen met roll-on-roll-off-faciliteiten.
De jaren 1980 bracht met de overname van Tor Line en Prinzenlinien een periode van groei voor DFDS. De vrachtdiensten van DFDS Seaways en Tor Line werden gecombineerd in één maatschappij, DFDS Tor Line. Van Tor Line kwamen de veerboten Tor Britannia en Tor Scandinavië over. Deze schepen werden jaren later ongedoopt tot Princess of Scandinavia en Prince of Scandinavia. Tot 1994 voer de maatschappij tussen Göteborg en Amsterdam. In 1994 werd het startpunt verplaatst naar IJmuiden en kwam er naast de route naar Göteborg ook een verbinding naar Kristiansand. Beide verbindingen werden na een grote terugval van het aantal reizigers in 1996 gesloten. Van Prinzenlinien kwam de M.S. Prinz Hamlet bij de vloot. Verder kocht DFDS ook de Effoa-ferry Wellamo in 1981, hernoemd haar Dana Gloria. Na deze uitbreiding werden de veerdiensten in de Middellandse Zee in 1982 gestaakt. 

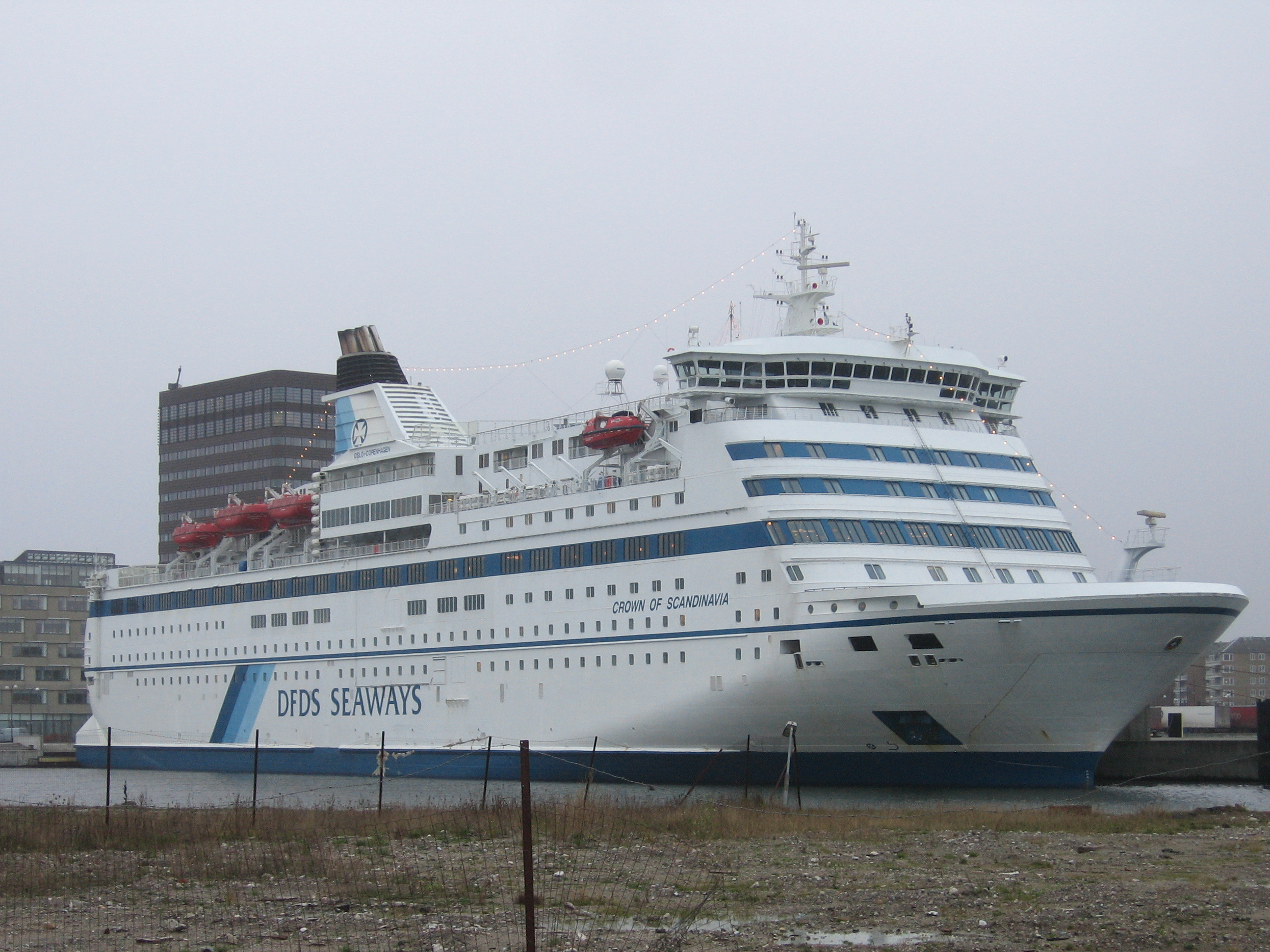
Crown of Scandinavia (1994)

In 1982 startte ook het ambitieuze project van de exploitatie van een grote veerboot/cruiseschip, LS Scandinavië, aan de Amerikaanse oostkust onder de merknaam van Scandinavian World Cruises. Al in 1983 verhuisde de LS Scandinavië naar de dienst Kopenhagen-Oslo en het schip werd twee jaar later verkocht. In 1984 gaf DFDS haar intercontinentale vrachtroutes op en concentreert zich voortaan volledig op de Europese markt.
In 1987 werden de Transport-divisie en de Liner-divisie samengevoegd in DFDS Transport. De nieuwe divisie breidde al snel uit, eerst in Zweden. Later nam het diverse expeditiebedrijven over, bijvoorbeeld in Engeland en Nederland. In 1988 werd besloten om Scandinavian Seaways te gebruiken voor de gehele DFDS-passagieroperaties.
In 1989-1990 werd de capaciteit op de Oslo-Kopenhagen-route vergroot met de komst van de Queen of Scandinavia in juni 1990, een schip met een capaciteit voor 2000 passagiers en 400 auto's. In 1994 kwam ook de Crown of Scandinavia in de vaart, met een vergelijkbare capaciteit. In 1999 nam DFDS Dan Transport Holding A/S over, maar 17 maanden later werd de hele transportdivisie DFDS Dan Transport Group A/S verkocht aan de Deense transportgroep DSV. De focus kwam weer te liggen op de vroegere kernactiviteiten: ro-ro-lijnverkeer en passagiersvaart op nachtroutes.

### Vanaf 2000
In juni 2001 werd DFDS grootaandeelhouder met een belang van 76,36% in de Litouwse rederij LISCO. LISCO had vijf routes met zeven veerboten voor passagiers en vracht tussen Duitsland naar Litouwen, Letland en Rusland en Duitsland naar Zweden en was daarmee een belangrijke versteviging van de positie in de Oostzee. DFDS Lisco werd geïntegreerd in DFDS Seaways na de overname van Norfolkline in 2010. Lys-Line Rederi AS en Lys-Line AS kwamen in 2005 volledig in handen van DFDS. In augustus 2005 kocht DFDS 66% van de aandelen in het trailerexpeditiebedrijf Hallens NV in België.
In 2006 DFDS verwierf de containerrederij Norfolk Line Containers BV. In 2010 kocht DFDS het bedrijf Norfolkline. In 2010 verkocht DFDS het onderdeel DFDS Canal Tours omdat het niet beschouwd werd als kernactiviteit.

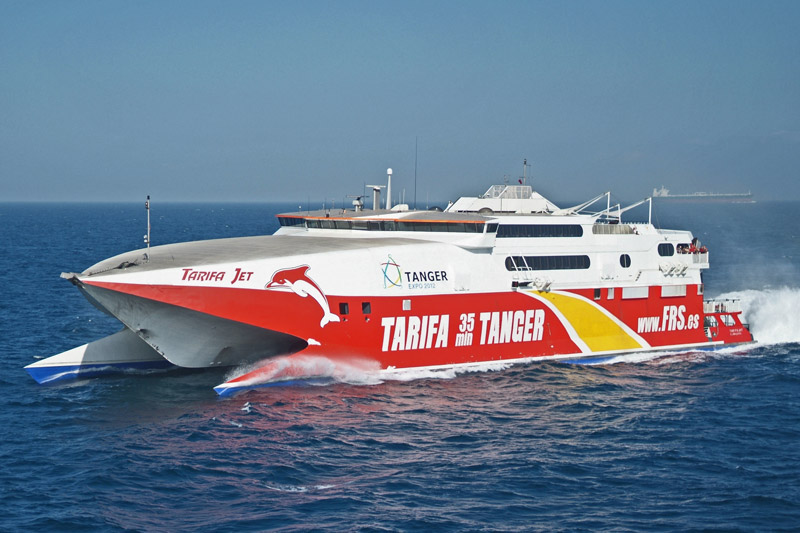
Tarifa Jet in de kleuren van FRS

In 2010 werd Norfolkline overgenomen van Maersk. Het stond in voor veerbootdiensten op Het Kanaal, de Ierse Zee en de Noordzee, en passagiersveerdiensten op het Engels Kanaal en de Ierse Zee, en logistieke diensten in heel Europa. Norfolkline bood destijds vanuit 35 verschillende locaties werk aan meer dan 2200 werknemers in 13 landen in Europa. Norfolkline werd geïntegreerd in DFDS Seaways. De koop werd in aandelen DFDS voldaan en Maersk kreeg ongeveer een derde van de aandelen DFDS in handen. In 2013 verkocht Maersk dit belang.
In juni 2018 werd UN RORO overgenomen voor 950 miljoen euro. UU RORO had toen twaalf veerschepen op vijf routes vanaf Turkije naar Italië, Frankrijk en Griekenland. UN RORO werd geïntegreerd in DFDS Seaways.
In 2024 werd FRS Iberia/Maroc overgenomen. DFDS wordt daarmee actief op de routes tussen Marokko en Spanje in de Straat van Gibraltar. Bij de vloot komen zeven schepen geschikt voor het vervoer van vracht en passagiers. FRS Iberia/Maroc heeft een kwart van de markt tussen beide landen in handen.

## Diensten
DFDS Seaways is de scheepvaartdivisie van DFDS die instaat voor de exploitatie van een netwerk van 30 scheepvaartroutes met 66 vracht- en passagiersschepen op de Noordzee, de Oostzee, de Middellandse Zee en het Kanaal. DFDS Logistics regelt vervoer over land en logistieke activiteiten waaronder het voormalige DFDS Lys Line en DFDS Container Line. Hieronder staat een overzicht van de routes.

### Noordzeeverbindingen
- IJmuiden - Newcastle
- Brevik - Gent
- Brevik - Immingham
- Kopenhagen - Oslo
- Cuxhaven - Immingham
- Esbjerg - Immingham
- Göteborg - Gent
- Göteborg - Immingham
- Göteborg - Tilbury
- Rosyth - Zeebrugge
- Rotterdam - Immingham
- Rotterdam - Felixstowe
- Dover - Duinkerke
- Dover - Calais
- Dieppe - Newhaven

#### IJmuiden-Newcastle
In 1995 opende DFDS Seaways de verbinding IJmuiden-Newcastle. De vervoerscapaciteit is in de loop der jaren regelmatig vergroot. Sinds 1995 hebben de volgende schepen op de route gevaren:
| Naam schip              | Dienstperiode                                                                |
| ----------------------- | ---------------------------------------------------------------------------- |
| Winston Churchill       | 18 mei 1995 - 11 september 1995                                              |
| King of Scandinavia (2) | 29 maart 1996 - 10 juli 1997 (gecombineerd met de route Hamburg - Newcastle) |
|                         | 1 november 1997 - 10 mei 1998                                                |
|                         | 22 maart 1999 - 23 juni 2001                                                 |
| Admiral of Scandinavia  | 14 juni 1997 - december 1997 (gecombineerd met de route Hamburg - Newcastle) |
|                         | april 2000 - 7 januari 2001                                                  |
| Prince of Scandinavia   | 28 januari 2001 - 27 november 2003                                           |
| Queen of Scandinavia    | 28 juni 2001 - 29 mei 2007                                                   |
| Duke of Scandinavia     | 28 november 2003 - 10 februari 2006                                          |
| Princess of Scandinavia | 10 februari 2006 - 7 maart 2006                                              |
| King Seaways (3)        | 11 maart 2006 - heden                                                        |
| Princess Seaways        | 29 mei 2007 - heden                                                          |

De King Seaways en de Princess Seaways zijn zusterschepen met nagenoeg dezelfde faciliteiten.

#### DFDS Rotterdam Terminal (Vlaardingen)

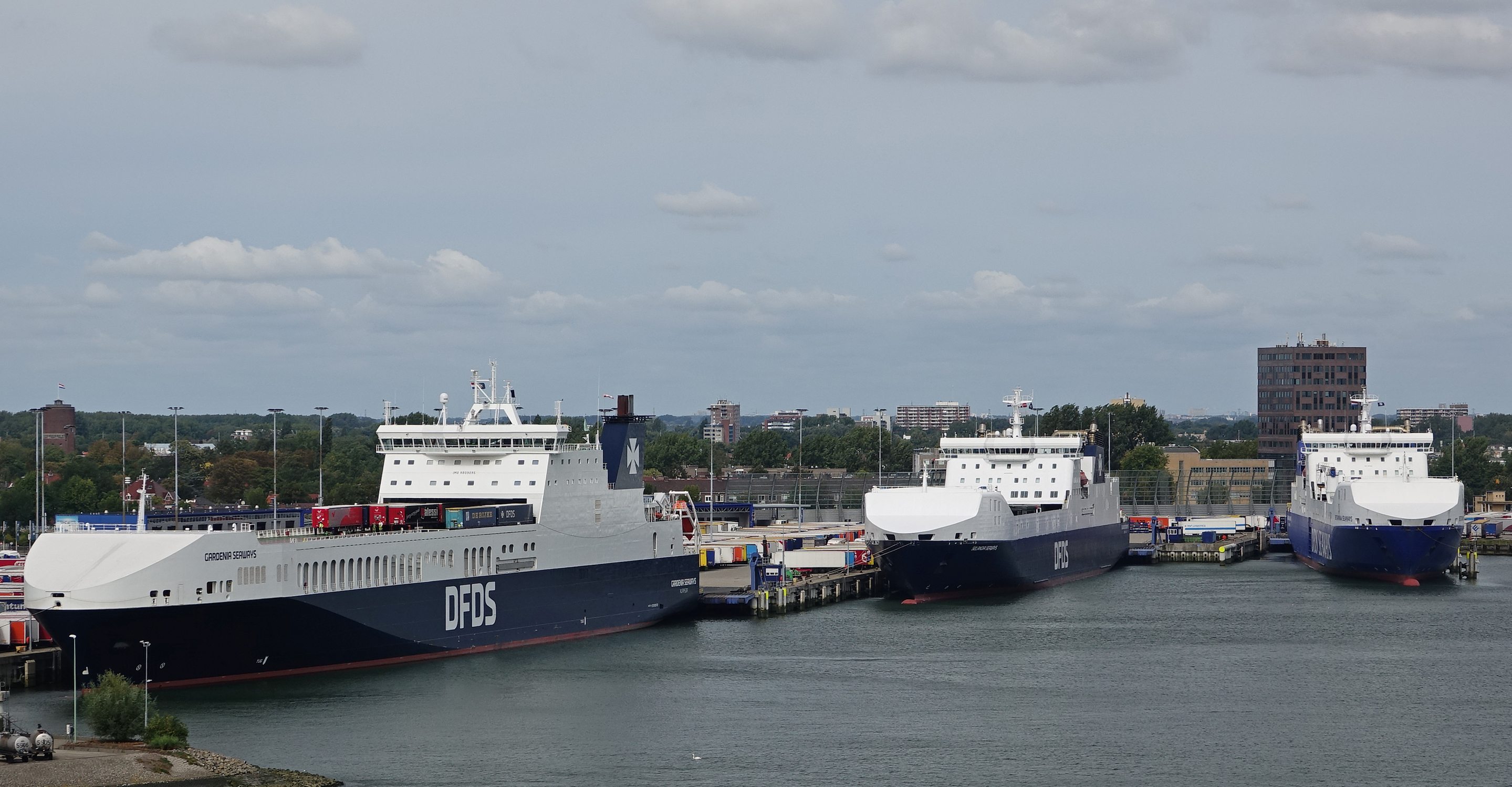
DFDS schepen in de Vulcaanhaven (2018)

DFDS is verder gevestigd in de Vulcaanhaven te Vlaardingen. Hieronder is te zien welke schepen varen op de DFDS Rotterdam Terminal en de bestemmingen:
| Scheepsnaam       | Vlag       | Bestemming - land              |
| ----------------- | ---------- | ------------------------------ |
| Acacia Seaways    | Litouwen   | Felixstowe Verenigd Koninkrijk |
| Suecia Seaways    | Denemarken | Felixstowe Verenigd Koninkrijk |
| Tulipa Seaways    | Litouwen   | Felixstowe Verenigd Koninkrijk |
| Scandia Seaways   | Denemarken | Immingham Verenigd Koninkrijk  |
| Hollandia Seaways | Denemarken | Immingham Verenigd Koninkrijk  |

### Oostzeeverbindingen
- Klaipėda - Kopenhagen - Aarhus - Fredericia
- Klaipėda - Karlshamn
- Klaipėda - Kiel
- Klaipėda - Sassnitz
- St. Petersburg - Karlshamn - Kiel
- Oest-Loega - Sassnitz - Kiel
- Paldiski - Kapellskär

## Vloot
- King Seaways (ex King of Scandinavia)/ Princess Seaways (ex Princess of Norway) (IJmuiden - Newcastle)
- Pearl Seaways (ex Pearl of Scandinavia)/ Crown Seaways (ex Crown of Scandinavia) (Oslo - Kopenhagen)
- Selandia Seaways / Britannia Seaways (Cuxhaven-Immingham)
- Suecia Seaways / Gardenia Seaways / Tulipa Seaways. (Vlaardingen-Felixstowe)
- Humbria Seaways / Hollandia Seaways. (Vlaardingen-Immingham)
- Ark Germania / Ark Dania (Esbjerg-Immingham), de Ark schepen zijn zo aangepast dat ze voor het leger kunnen varen.
- Freesia Seaways / Begonia Seaways / Fionia Seaways (Göteborg-Immingham)
- Magnolia Seaways / Primula Seaways / Petunia Seaways (Göteborg-Gent)
- Dunkerque Seaways / Delft Seaways / Dover Seaways (Dover-Duinkerken)
- Côte d'Opale / Cote des Flandres / Cote des Dunes (Dover-Calais) (Cote des Flandres en Cote des Drunes varen deze route vanaf: februari 2016)
- Liverpool Seaways (Kapellskär-Paldiski)
- Corona Seaways / (Fredericia-Kopenhagen-Klaipėda)
- Optima Seaways / Victoria Seaways (Kiel-Klaipėda)
- Finlandia Seaways (Rosyth-Zeebrugge)
- Regina Seaways / Athena Seaways (Karlshamn-Klaipėda)
- Botnia Seaways (Kiel-Oest-Loega-Sint-Petersburg)
- Hafnia Seaways / Clipper Point (Cuxhaven-Immingham)

## Scheepsnamen
Zoals nagenoeg iedere rederij gebruikt DFDS een speciale wijze om haar schepen te benoemen. Bij oprichting vernoemde de rederij al haar schepen naar leden van het Deense koninklijk huis. Met de komst van de Dana Corona in 1971 ging de rederij echter over op het voorvoegsel 'Dana' voor zowel de vracht- als de passagiersschepen. Toen de rederij in 1981 Tor Line had gekocht werd het 'Tor-'voorvoegsel geïntroduceerd voor al de vrachtschepen, al is het Dana-voorvoegsel nog niet helemaal verdwenen. Met de komst van de eerste King of Scandinavia in 1989 ging men over op het achtervoegsel of Scandinavia voor haar passagiersschepen. Toen in 2006 de aangekochte Fjord Norway herdoopt werd als Princess of Norway brak men met deze traditie. Bij de aankoop van Norfolkline is gekozen om alle schepen het achtervoegsel Seaways te geven. De schepen op de route IJmuiden – Newcastle zijn vanaf februari 2011 King Seaways en Princess Seaways gedoopt.

## Trivia
- DFDS is ook mede-eigenaar van Älvsborg Roro in Göteborg (nu heet het Göteborg Roro Terminal)
- DFDS heeft ook meerdere terminals zoals DFDS Seaways Rotterdam / DFDS Seaways Scandic Terminal Esbjerg / Seaways Terminal Immingham en de Mercator-dok (beter bekend als 'tor-line') en de transportfirma Halléns (onderdeel DFDS Logistics), beiden in Gent.
- DFDS heeft Scandic Terminal Esbjerg sinds eind 2017 gesloten.
- DFDS Torline heeft haar op de Rotterdamse Maasvlakte (beter bekend als DFDS Multi Terminal) roro-terminal in juni 2011 verkocht aan de Rhenus Group. Na de overname van Norfolkline door DFDS was deze overbodig geworden, omdat DFDS haar activiteiten geconcentreerd heeft op de terminal in Vlaardingen.
- DFDS Seaways vaart met de Anglia Seaways, Tulipa Seaways en de Gardenia Seaways (die tussen Immingham-Vlaardingen varen) ook naar Antwerpen.